# 에드워드 올비
에드워드 올비(Edward Albee, 1928년 3월 12일 ~ 2016년 9월 16일)는 미국의 극작가이다.

## 이력
그는 워싱턴 D.C.에서 출생하였으며, 출생한 지 2주 뒤 올비가(家)에 입양되어 그의 이름을 얻었다. 트리니티 대학에 잠깐 다닌 후(1946-1947) 집을 떠나 여러 가지 생업에 종사하면서 처음에는 시와 소설을 썼으나 시인 오든의 충고를 받아 희곡을 쓰기 시작하였다.
최초의 단막극 <동물원 이야기>가 독일(1959)과 오프 브로드웨이(1960)에서 공연되어 성공을 거두면서 세상에 알려지기 시작했다. 폭력이 커뮤니케이션의 유일한 방법이라는 이 작품은 베케트와 부조리 연극의 영향을 받은 것이 확실한데 감동적인 우화와 신랄한 대사는 올비 특유의 것임이 분명하다. 이어서 교통사고로 죽은 흑인 블루스 가수 베시 스미스를 다룬 <베시 스미스의 죽음>(1960), 미국인의 생활을 통렬하게 풍자한 <미국의 꿈>(1961), 그 밖에 <모래상자>(1960) 등이 계속 나왔다. 《베시 스미스의 죽음》은 인종 문제를 다루어 사회 여론을 불러일으켰다.
올비의 명성을 확고부동하게 해 준 작품은 그의 첫 장막 희곡 <누가 버지니아 울프를 두려워하랴>(1962)로서, 현대 부부의 애정 문제를 파헤쳤다. 이는 전후 미국 연극의 최대 수확의 하나로 손꼽히고 있다. 교수 부부의 애증(愛憎)의 심리를 묘사하여 현대 미국의 중년 부부 생활의 허위와 진실을 파헤치고 있는데 특히 대사의 박진성과 통렬함이 놀랍다. 그 후 <작은 앨리스>(1964), <맬콤> 등 전만 못한 작품을 내놓다가 <미묘한 균형>(1966)으로써 어느 정도 명성도 회복했다. 두 친구의 뜻밖의 방문으로 분열을 일으키는 한 가정을 그린 작품이다. 최근작으로는 <상자> 등이 있는데 매우 실험적인 단막극이다. 그 외 카즌 맥컬러즈의 소설을 각색한 <슬픈 카페의 노래>가 있다.